# CD Baby
CD Baby est un distributeur en ligne de musique indépendante. L'entreprise est décrite comme un « anti-label » par le directeur de l'exploitation de sa société mère, Tracy Maddux. Fondé en 1998, elle offrait à l'origine une distribution pour les artistes sous format physique et en ligne, mais elle a abandonné le format physique pour se consacrer uniquement au numérique en juin 2023.
En 2018, CD Baby est l'une des trois entreprises ayant le statut de partenaire privilégié d'Apple Music ; elle héberge plus de 650 000 artistes et neuf millions de titres mis à disposition de plus de 100 services et plateformes numériques dans le monde entier en mai 2019.

## Histoire
CD Baby est fondé en 1998 par Derek Sivers, au moment de l'engouement pendant la bulle Internet. En 2000, l'entreprise déménage à Portland, dans l'Oregon, où elle a toujours son siège. En 2004, CD Baby commence à proposer une distribution de musique numérique et devient l'un des premiers partenaires d'iTunes. En août 2008, Disc Makers, un fabricant de CD et DVD, annonce qu'il avait acheté CD Baby (et Host Baby) pour 22 millions de dollars après un partenariat de sept ans entre les deux sociétés.
En 2013, CD Baby Pro Publishing est lancé en tant qu'extension pour aider les auteurs-compositeurs indépendants à gérer leurs droits de composition et à percevoir des royalties globales. Le service est désormais disponible pour les auteurs-compositeurs dans plus de 70 pays et territoires. En mars 2019, Disc Makers vend CD Baby (en tant que partie d'AVL Digital Group) à Downtown pour 200 millions de dollars. Les divisions de produits physiques d'AVL, Disc Makers, BookBaby et Merchly, sont acquises dans le cadre d'une transaction distincte par l'équipe de direction de Disc Makers dans le cadre du nouveau DIY Media Group. Le 31 mars 2020, CD Baby cesse ses ventes au détail.
CD Baby offre des services d'exécution pour les artistes qui ont vendu des médias physiques par le biais de points de vente tels qu'Amazon Marketplace et Alliance, mais elle cesse ce service en juin 2023 et continue de distribuer uniquement en ligne,.

## Service
Entre son ouverture en 1998 et 2018, la société déclare avoir versé 600 millions de dollars aux artistes au cours de ces deux décennies. En plus des services que la société offre sous son propre nom, CD Baby possède et exploite également HearNow, Show.co, Illustrated Sound Network et HostBaby. HostBaby ferme ses portes en 2019.